# 動物遷徙

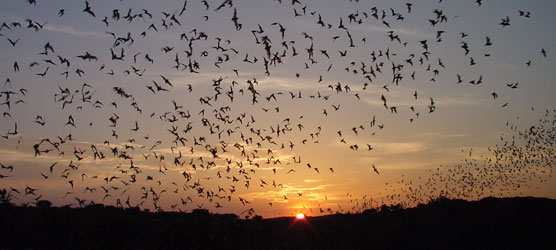
墨西哥遊離尾蝠正進行大規模的遷徙

動物遷徙，又稱動物遷移（英語：Animal migration），是指個別動物在季節性基礎上的長距離運動，它是生態學中最常見的遷徙形式。動物遷徙在所有主要動物物種中都會出現，包括鳥類、哺乳動物、魚類、爬行動物、兩棲動物、昆蟲和甲殼類動物。遷移的原因是可能受當地的氣候和食物供應影響，以及出於交配或繁殖的原因。一般情況下，如要算作是真正的遷徙，並不是動物局部性的擴散，而應該是每年或季節性發生，例如北半球的鳥類在冬季向南遷徙，牛羚每年遷徙以進行季節性放牧，又或是生活中發生的主要棲息地變化，例如幼小的大西洋鮭魚或海七鰓鰻，當它們長到幾英寸時就離開了牠們出生的位置。

## 簡介

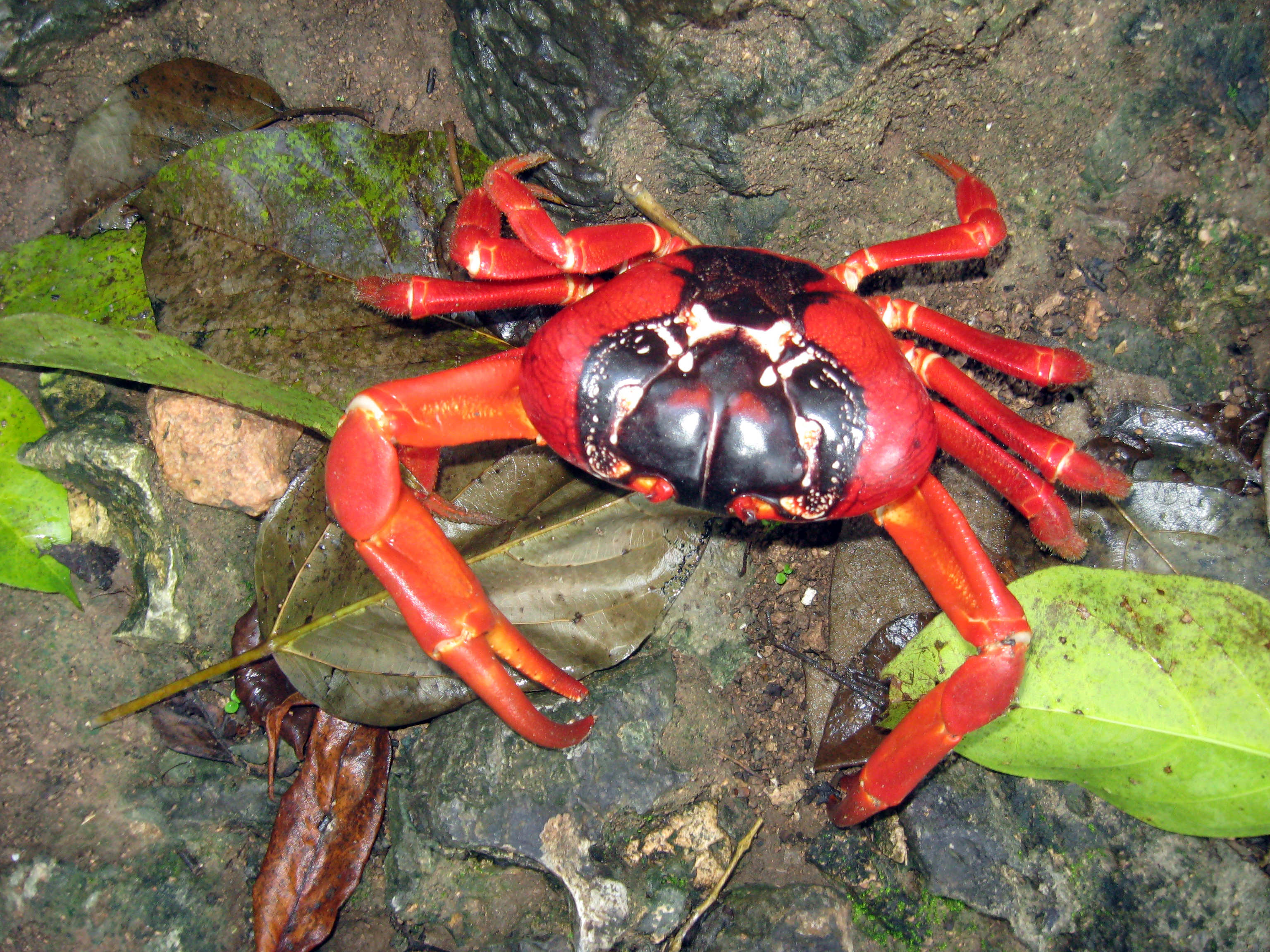
一隻聖誕島紅蟹正在遷徙

動物遷移在不同物種中各有不同形式，因此動物遷徙並沒有公認的定義，現時動物遷徙最常用的定義是指全部或部分動物種群有規律地進出特定區域的活動。生物學家休甸·丹格的生物學家確定了五個特徵的特徵，首先是指遷徙是長時間運動來把動物帶到熟悉的棲息地之外；而遷徙往往是線性的，亦往往會涉及動物的特殊行為（例如過度餵食）；動物們亦需要有特殊的能量分配。此外遷徙的動物亦要對牠們的任務保持專注力，確保它們不會被分散注意力，也不會被其他動物放棄其遷徙所困擾。
动物遷徙早在冰河時期時已經出現，以櫻花鉤吻鮭為例，由於當時台灣附近的海水水位下降，水溫降低令北方的櫻花鉤吻鮭族群洄游到更南方的海域，形成了遷徙。考古學家在2017年分析了一批雙門齒獸的化石牙齒後，發現其身型與犀牛相若的袋熊祖先在30萬年前每年皆會來回遷徙澳洲至新畿內亞。
動物遷徙包含四個相關概念，包括持續的遷徙、比正常的日常活動更大的規模（在空間和時間上）遷移、兩個區域之間的人口季節性來回流動和遷徙導致個體在人口中的重新分佈。遷移既可以是必要的，也可以是臨時的，這是該等動物可以「選擇」遷移與否。在一個遷徙物種中，甚至在一個單一種群中，通常並非所有個體都會遷移。完全遷移是指所有個體遷移，部分遷移是指某些個體遷移而其他人則不遷移，差異遷移是指遷徙者與非遷徙者之間基於年齡或性別的差異而選擇遷徙與否。
儘管大多數動物遷徙活動是按年周期進行的，且大多數鳥類、哺乳動物以及許多魚類的遷徙每年都會重複的，但某些動物的日常活動也被稱為遷徙，例如許多水生動物為了覓食而在水底內上下地游動了數百米，從而進行晝夜垂直遷移，而有些水母則在湖泊中游動了數百米，每天進行水平遷徙。此外，每當一个地區可能發生飢荒或局部地區的動物數量過剩的情況下，動物遷徙的周期便會变得不規則。
季節性遷徙是指一年中各種物種從一種棲息地向另一種棲息地的遷移。由於資源可用性会根據季節波動而變化，遷移模式會因而影響。某些物種如太平洋鮭魚等會為了繁殖而進行遷移，它們每年会游向上游進行交配，然後返回海洋。溫度也是遷移的因素之一，它取決於一年中的時間，為了享有更舒適的環境條件生活，許多物種，尤其是鳥類，会在冬季遷移到溫暖的地方。
晝夜遷徙是鳥類利用晝夜節律來調節秋季和春季的遷移。在晝夜節律中，晝夜和每年的規律被用於確定鳥類從一個目的地遷移到另一個目的地時在時間和空間上的朝向。這種遷徙對鳥類來說是有利的，因為鳥類在冬季仍保持在赤道附近，並且還可以監視鳥類大腦的聽覺和空間記憶，從而記得最佳的遷徙地點。 這些鳥類還具有定時機制，可為鳥類提供到達目的地所需的距離。為了調節這些鳥類的遷徙方式，使用了哺乳動物的生物鐘。生物鐘使鳥類能夠確定何時才是合適的遷徙時間，哪個位置最能幫助他們調節新陳代謝，以及跨越陸地還是海面是最有利的。
潮汐遷徙是指生物透過潮汐來有規律地從一個棲息地轉移到另一個棲息地，通常使用這種類型遷移的動物是為了尋找食物或伴侶。潮汐的最常見形式是在每天的潮汐週期中往返潮間帶，這些潮帶通常分佈著許多不同的物種。隨著潮汐的上升和下降，通常每12個小時就會有螃蟹、線蟲、小魚、珊瑚和其他物種這樣的生物来到潮間帶，這些循環與海洋和鳥類的覓食有關。通常在退潮期間，較小或較年輕的物種會覓食，因為它們可以在較淺的水中生存並且被捕食的機會較小；在漲潮時，由於潮汐運動使水和養分上升，因此可以發現更大的物種來捕食。此外，洋流亦經常促進潮汐遷徙。

## 不同動物的遷徙

### 鳥類

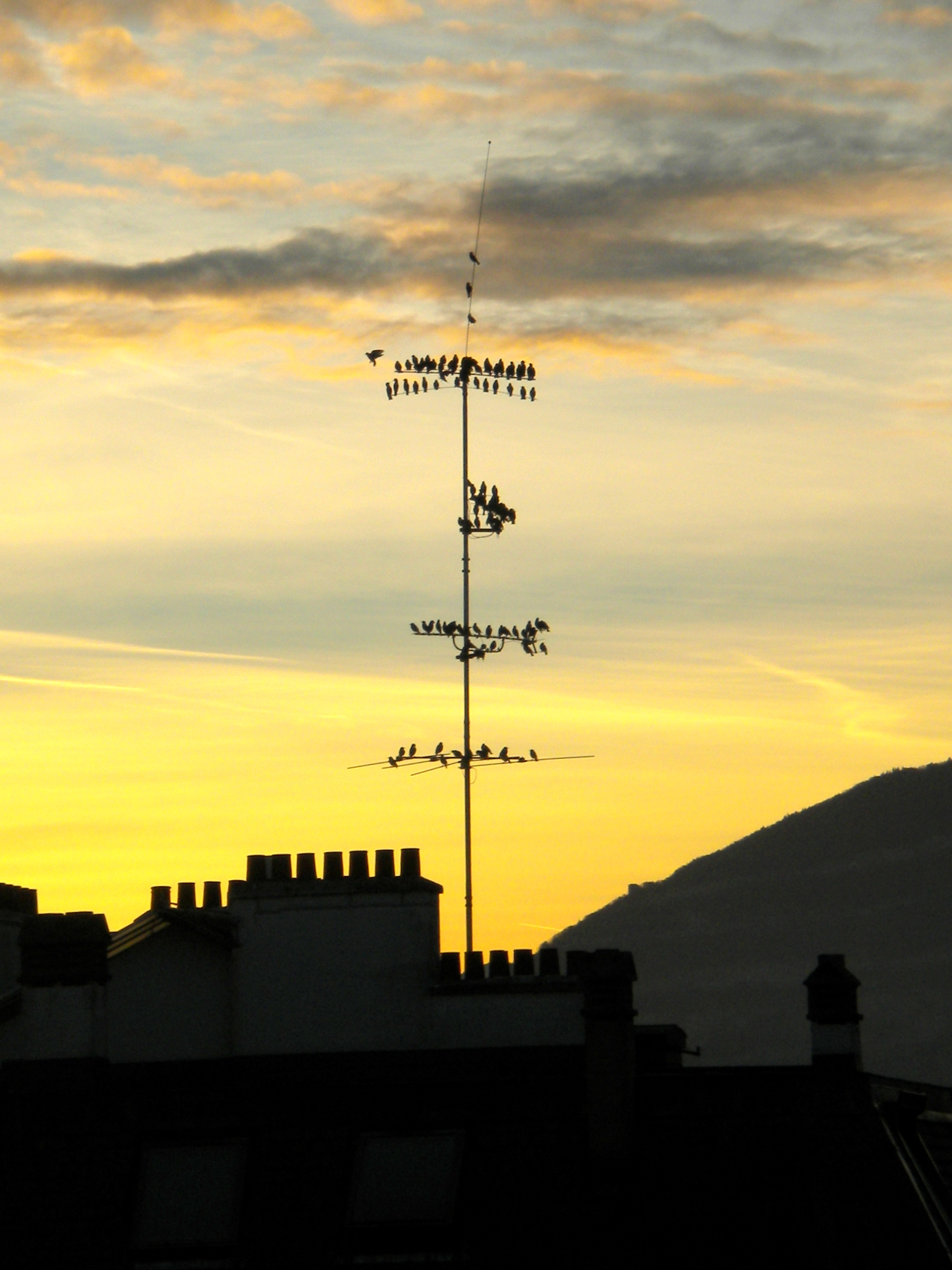
一群候鳥在向南遷徙之前聚集

在全球10,000種鳥類中，每年便有大約1,800種鳥類會因季節而会長距離遷徙。其中許多遷徙是南北向，夏季在北緯高緯度地區覓食和繁殖，冬季則向南遷移數百公里，反之亦然。以北極燕鷗為例，它每年從北極繁殖地飛到南極洲，然後每年再次飛回，單次飛行距離便至少有19,000公里。

### 魚類

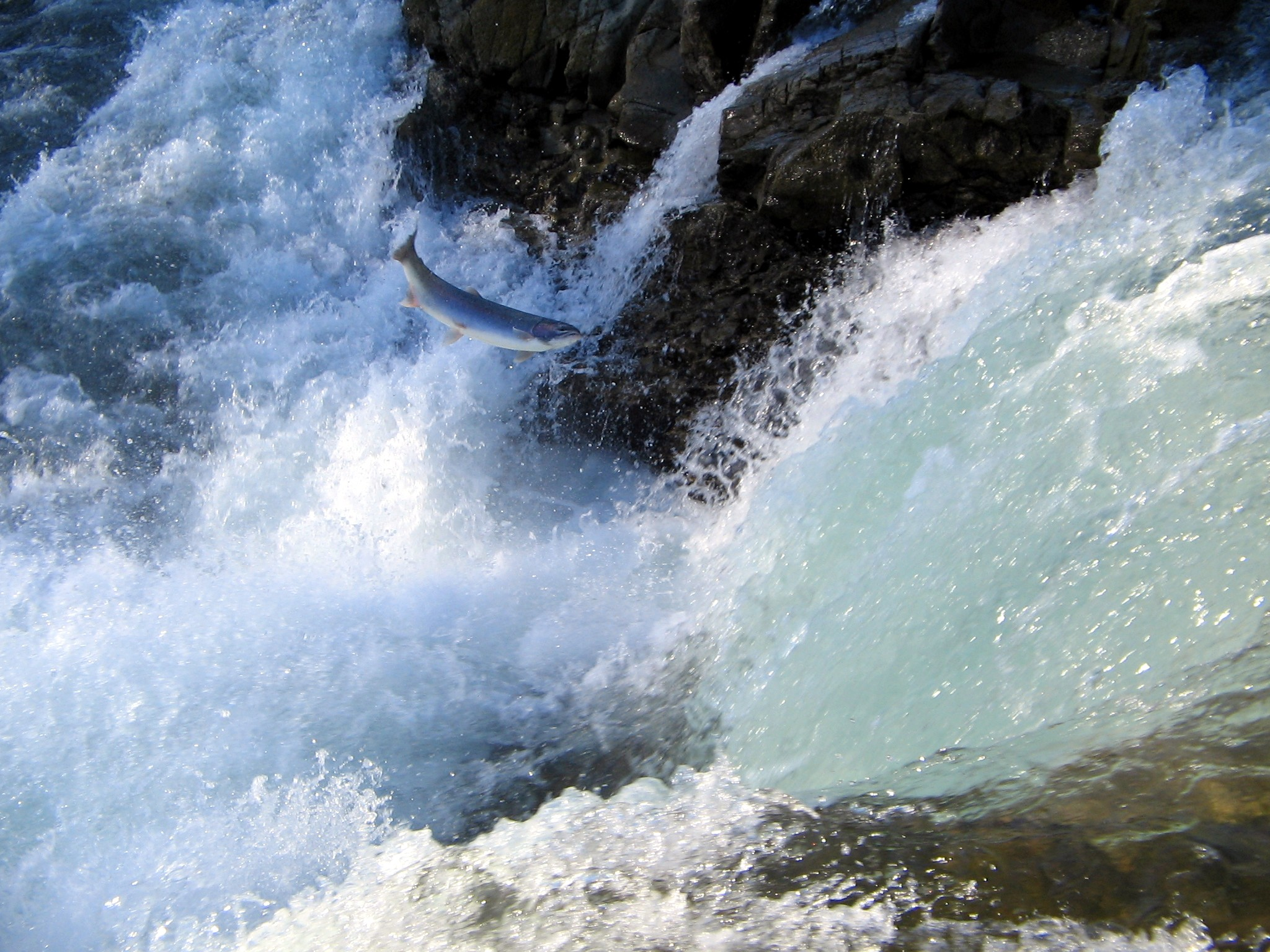
許多鮭魚在河流中游動產卵

由於大多數魚類的活動受到相對限制，因此牠們多會停留在一個地理區域內來過冬。現時只有大約120種魚類，包括鮭魚，會進行長距離遷徙，有些情況下牠們更會遷徙成千上萬公里。而鯡魚和毛鱗魚等覓食魚則會在北大西洋的大部分地區遷徙：毛鱗魚在冰島的南部和西部海岸產卵；它們的幼蟲順時針繞冰島漂移，而鯡魚向北游向揚馬延島覓食，然後返回格陵蘭東岸的冰島。大西洋鮭魚一開始會在河流中生活，並會向下游遷徙至海洋，幾年後才返回上游產卵。
在沙丁魚風暴中，數十億在非洲南部流域繁殖的沙丁魚会在阿古拉斯洋流的水域中產卵，並在5月至7月沿著南非東海岸流域向北遷徙。

### 昆蟲

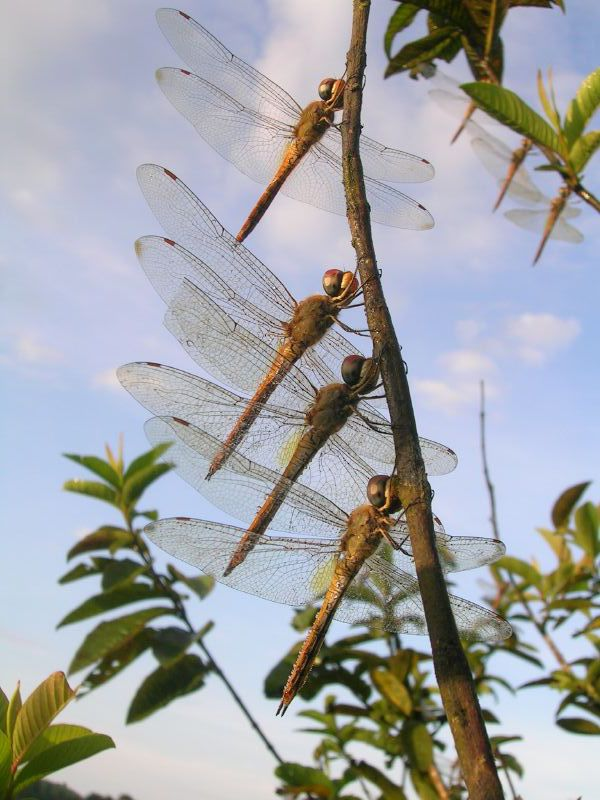
在印度果達古，薄翅蜻蜓在遷徙之前聚集

一些会飛的昆蟲（例如蝗蟲，某些蝴蝶和蜻蜓）皆具有很強的飛行力，它們可以長距離遷徙。在蜻蜓中，小斑蜻和赤蜻屬因大規模遷徙而聞名，而印度的薄翅蜻蜓更是印度和非洲之間最長的越洋昆蟲，遷徙距離最長可达7,081公里。而在1988年10月，沙漠蝗蟲在熱帶輻合帶中利用氣流向西飛過大西洋4,500公里。君主斑蝶每年都會約在8月向南遷徙4,750公里，並於春天北回，但在2019年6月刊於《美國國家科學院院刊》的研究發現，不論是完全人工飼養的君主斑蝶後代，以及父母親為野生君主斑蝶的後代，只要曾被放於室內繁殖，牠們均會失去遷徙能力。

### 哺乳類
一些哺乳類動物也會表現出非凡的遷徙，在北美洲的馴鹿是世界上陸地遷徙距離較長的哺乳動物之一，每年達到4,868公里。但灰狼的遷徙距離比馴鹿更多，其累計總距離為7,247公里。在坦尚尼亞塞倫蓋蒂國家公園的“動物大遷徙”中，大約有150萬頭斑紋角馬和25萬匹平原斑馬皆会參與其中。在2009年的一項文獻調查發現，有20多個物種曾經參與大規模遷徙，但在這些動物中，跳羚、瞪羚、白尾角馬和土庫曼野驢的遷徙已停止，定居於某一草原。一些蝙蝠亦會出現長距離遷徙，以在俄勒岡州和墨西哥南部之間繁殖的墨西哥遊離尾蝠最为著名。此外，遷徙在鯨魚和海豚等鯨類動物中亦佔有重要的席位。

### 其他動物
一些爬行動物和兩棲動物也會進行遷徙，例如響尾蛇在春季会從巢穴中爬出來作遷徙，尋找夏季棲息地，以便在開闊的地區尋覓食物。而在甲殼類動物中，最引人注目的是聖誕島紅蟹，它每年會三五成群地遷徙，更會在大街馬路上橫行，以等待雨水、月亮和潮汐連成一線的一刻產卵繁殖。

## 追踪

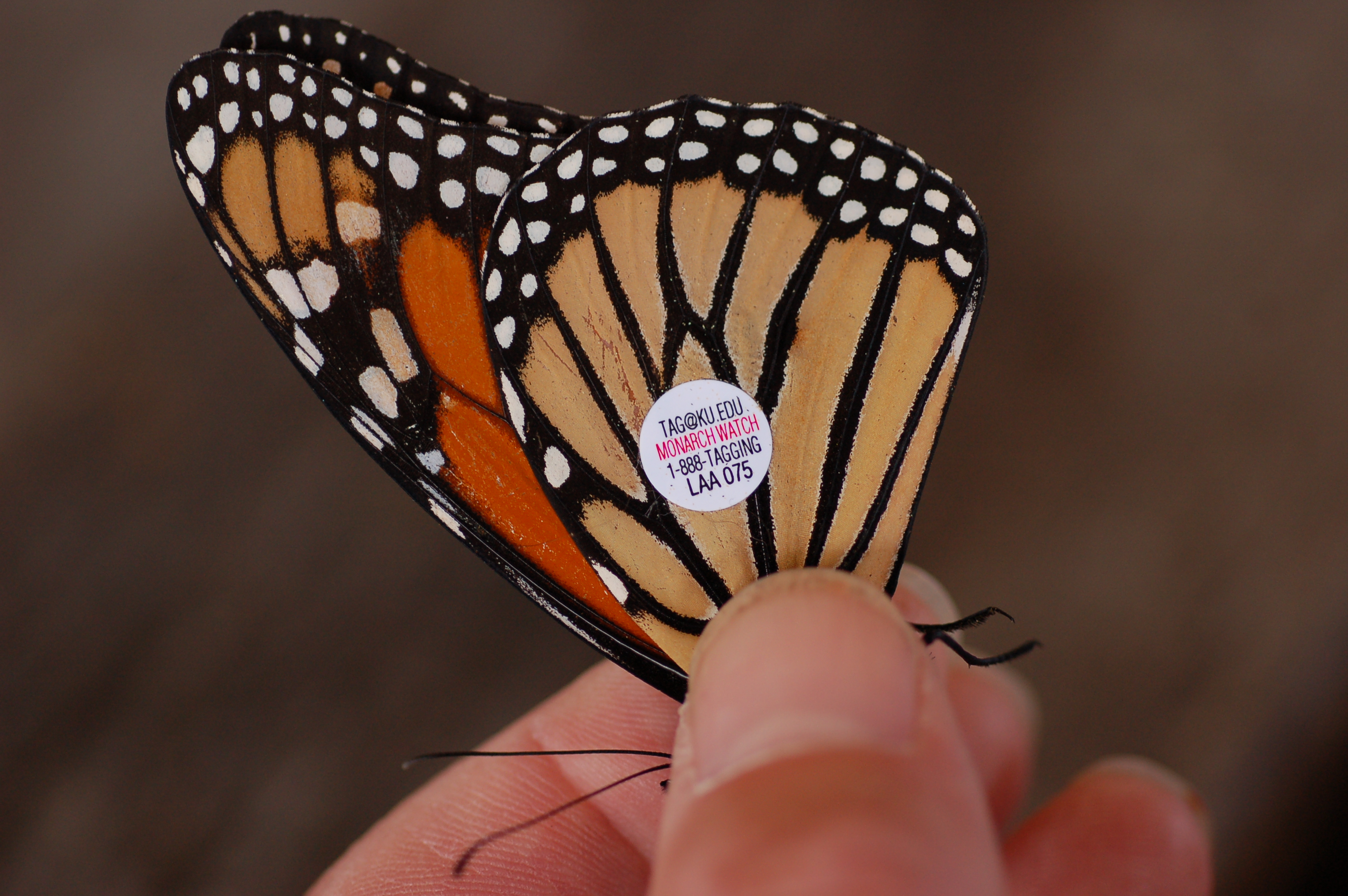
一隻遷徙中的君主斑蝶被貼上標籤作為追蹤的对象

科學家會通過跟踪動物的活動來收集對動物遷徙的數據。世界自然基金會香港分會在2008年至2010年期間曾與多個機構合作，利用GPS追蹤系統監察兩個野鴨品種的遷徙情況，從中了解野鴨從香港米埔自然保護區往返北方繁殖地的遷徙過程。香港觀鳥會亦曾以｢定位追蹤裝置」研究鷺鳥的移動習性，把四隻於新界西北魚塘捕捉的小白鷺戴上追蹤器接近一年，確定其中兩隻具季節性遷徙習性的小白鷺以安徽省合肥市為繁殖地，另外兩隻小白鷺則全年留港，夏天時仍會留在后海灣的天然泥灘及魚塘棲息和覓食；到了冬季，四隻小白鷺都會回到新界西北魚塘棲息。
無線電跟踪標籤可以安裝在包括蜻蜓和蜜蜂在內的昆蟲身上。

## 文化
在人們了解動物遷徙之前，曾經出現了對動物遷徙的各種民間傳說和錯誤理解，以解釋該地區鳥類的「消失」或「到達」。在古希臘，亞里斯多德指出夏天到來時，知更鳥會變成了普通紅尾鴝；歐洲中世紀的獸醫和手稿中則指出鵝頸藤壺会長得像樹上的水果或從浮木上長成。自然主義者吉爾伯特·懷特亦曾認為，燕子也可以在水下埋在泥濘的河岸或空心樹中冬眠。

## 延伸阅读

### 通用
- Aidley, D.J. (1981) Animal migration. （页面存档备份，存于） Cambridge University Press.
- Baker, R.R. (1978) The Evolutionary Ecology of Animal Migration. Holmes & Meier Publishers.
- Dingle, H. (1996) Migration: The Biology of Life on the Move.（页面存档备份，存于） Oxford University Press.
- Gauthreaux, S.A. (1980) Animal Migration, Orientation, and Navigation. （页面存档备份，存于） Academic Press.
- Milner-Gulland, E.J., J.M. Fryxell, and A.R.E. Sinclair (2011) Animal Migration: A Synthesis. （页面存档备份，存于） Oxford University Press.
- Rankin, M. (1985) Migration: Mechanisms and Adaptive Significance: Contributions in Marine Science. Marine Science Institute.
- Riede, K. (2002) Global Register of Migratory Species. With database and GIS maps on CD. （页面存档备份，存于） ISBN 9783784338262

### 特定群体
- Alerstam, T. (1990) Bird migration. Cambridge University Press.
- Berthold, P. (2003) Avian migration. Springer.
- Drake, V.A. and Gatehouse, A. G. (1995) Insect migration: tracking resources through space and time. Cambridge University Press.
- Elphick, J. (1995) The atlas of bird migration: tracing the great journeys of the world's birds. Random House.
- Greenberg, R. and Marra, P.P. (2005) Birds of Two Worlds: The Ecology and Evolution of Migration. Johns Hopkins University Press.
- Harden Jones, F.R. (1968) Fish migration. St. Martin’s Press.
- Lucas, M.C. and Baras, E. (2001) Migration of freshwater fishes. Blackwell Science.
- McKeown, B.A. (1984) Fish migration. Timber Press.

### 幼崽
- Gans, R. and Mirocha, P. How do Birds Find their Way? HarperCollins. (Stage 2)
- Marsh, L. (2010) Amazing Animal Journeys. National Geographic Society. (Level 3)